# San Marino ved sommer-OL 2012
San Marino deltog ved Sommer-OL 2012 i London som blev arrangeret i perioden 27. juli til 12. august 2012. 

## Medaljer
| 2012 London | Guld | Sølv | Bronze | Total |
| San Marino  | 0    | 0    | 0      | 0     |